# Megalithen von Seefin
Die Megalithen von Seefin (irisch Suí Finn) liegen bei Craughwell im Osten des County Galway in Irland.
Der strukturlose Nordwest-Südost orientierte Steinhaufen ist auf der Ordnance-Survey-Karte (OS-Karte) als „Mound“ und auf der historischen Karte als „Druid’s Altar“ eingezeichnet. Es liegt im Gestrüpp am Südhang des Seefin Hill und besteht aus einem großen rundlichen Stein von 2,5 m Länge, 1,8 m Breite und 0,8 m Dicke, der auf der Nordostseite durch zwei schlanke und auf der südwestlichen Seite von dreieckigen Stein gestützt wird. Es gibt insbesondere an der Südost- und der Nordostseite Spuren eines ehemals deckenden Cairns. Der Nordwesten des Grabes ist in eine Feldbegrenzung eingebaut. Die Art des Denkmals ist laut William Copeland Borlase (1848–1899) ungewiss und rechtfertigen nicht Aufnahme in die Hauptliste. Die Beschreibung könnte sich auf eine große Steinkiste beziehen.
Das weitaus bekanntere neolithische Passage Tomb von Seefin liegt im Wicklow-Mountains-Nationalpark, im County Wicklow.